# Cykliczność zjawisk geologicznych
Cykliczność zjawisk geologicznych – powtarzanie się w określonej kolejności procesów lub zjawisk geologicznych, tworząc cykle zamknięte o zróżnicowanym okresie od 0,5 mln do ok. 200 mln lat. 

## Cykl skalny

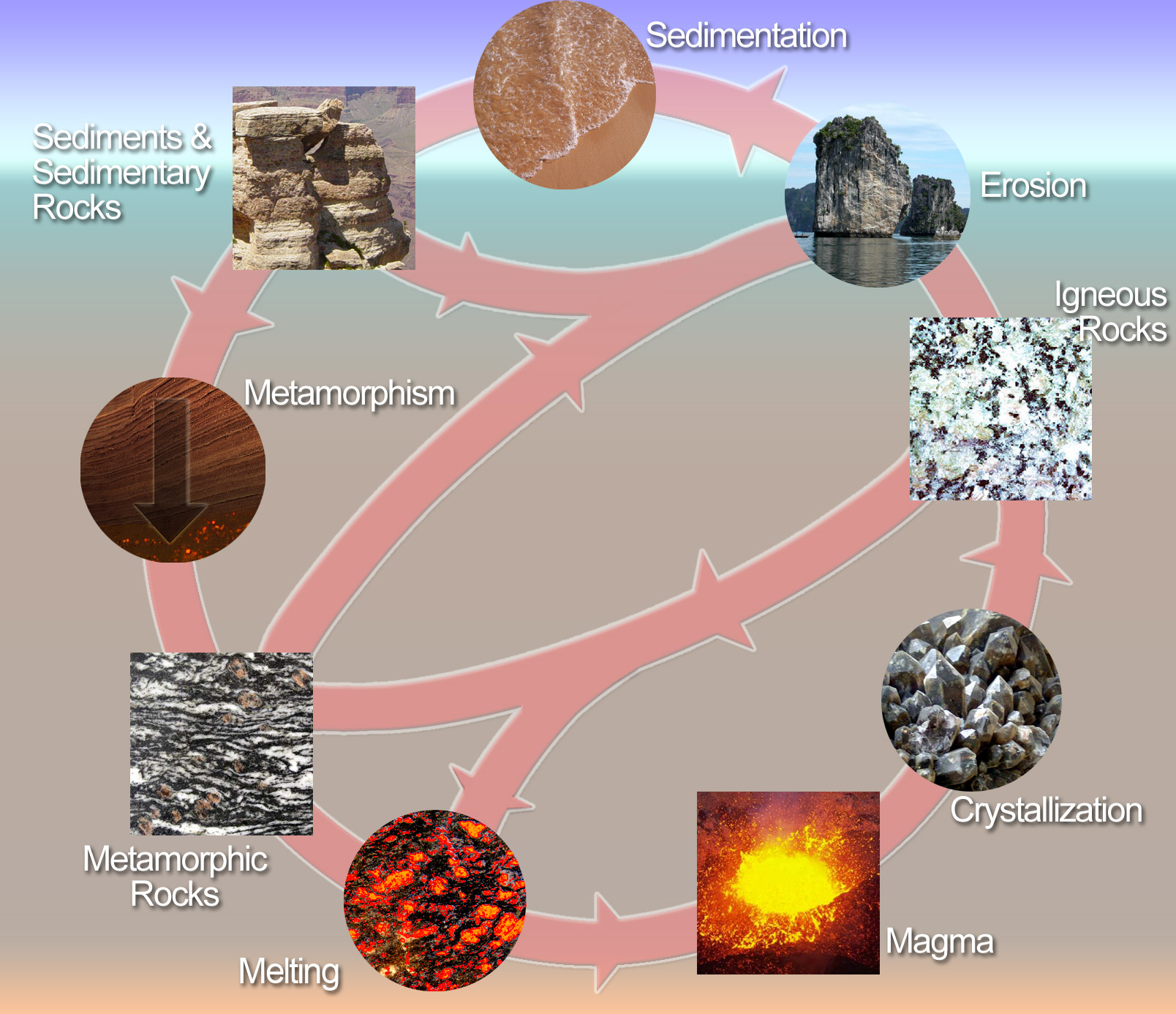
Cykl skalny

Cyklem skalnym jest nazywany obieg materiału skorupy ziemskiej, obejmujący m.in. procesy powstawania skał magmowych (w głębszych warstwach skorupy lub w ryftach), ich wietrzenia, powstawania skał osadowych w wyniku sedymentacji (zob. osady denne), a następnie ich metamorfizm lub przetapianie w strefach subdukcji (okres: 50-90 mln lat).

## Cykl superkontynentalny

Rozpad Pangei – część cyklu superkontynentalnego

Superkontynentalnym nazywa się cykl związany z wędrówką kontynentów (zob. tektonika płyt); jest nazywany również cyklem Wilsona, dla uhonorowania twórcy koncepcji uskoków transformacyjnych). Powtarzająca się sekwencja zdarzeń to powstanie superkontynentu, jego rozpad, a następnie przemieszczanie się płyt (powstawanie nowej, lżejszej płyty oceanicznej z równoczesnym przetapianiem starej – o większej gęstości – w strefach subdukcji), do utworzenia nowego superkontynentu. Jeden okres cyklu trwa ok. 500 mln lat. 
1. Stadium - powstanie ryftu kontynentalnego, np. stare ryfty kontynentów tj. góry Ural i rzeka Ren
2. Stadium powstawania ryftu oceanicznego
3. Stadium Oceanu Atlantyckiego z ryftem oceanicznym i brakiem stref subdukcji
4. Pojawienie się strefy subdukcji; płyta oceaniczna wchodzi pod kontynentalną, np. Nazca pod północnoamerykańską. 
5. Zderzenie się płyt kontynentalnych, zlikwidowanie oceanu, powstanie gór fałdowych (typu Himalaje).